# Karl Pohlig
Karl Pohlig (Teplitz (Bohemen), 10 februari 1858 - Braunschweig, 17 juni 1928) was een Duitse pianist, dirigent en componist afkomstig uit Noord-Bohemen. 
Hij studeerde cello en piano in Weimar, waar hij later ook pianoles gaf. Hij was leerling van Franz Liszt, die hij volgde naar Boedapest en Rome. Als hofpianist studeerde Pohlig korte tijd aan het conservatorium van het hof in Sondershausen. Vanaf 1897 dirigeerde hij verschillende theaterorkesten in Londen (Covent Garden in 1897 en 1898), Hamburg, Coburg (het Hoftheater), Wenen (als tweede dirigent naast Gustav Mahler aan de Hofoper) en Graz (als chef-dirigent). Van 1900 tot 1907 was hij dirigent van de Hofkapelle Stuttgart. In 1901 dirigeerde hij daar Bruckners 6e symfonie in de complete, niet-ingekorte oorspronkelijke versie, nadat Gustav Mahler in 1899 dit werk in een sterk verkorte versie ten uitvoering had gebracht. In 1902 ontstond in Stuttgart Pohligs symfonisch gedicht Per Aspera, ad Astra.
Pohlig leidde van 1907 tot 1912 als dirigent het Philadelphia Orchestra. in 1909 nodigde hij Sergej Rachmaninoff uit om zijn debuut te maken in de Verenigde Staten. Nadat Pohlig 1912 wegens de onthulling van de buitenechtelijke relatie met zijn Zweedse secretaresse bij het publiek in ongenade was gevallen, trad hij terug als dirigent van het Philadelphia Orchestra. Omdat zijn contract nog een jaar zou duren, maakte hij met succes aanspraak op een ontslagvergoeding van een jaarsalaris. Vanaf 1913 was hij werkzaam bij het Hamburger Stadttheater en hij beëindigde zijn carrière van 1914 tot 1922 als muzikaal leider van het Staatstheater Braunschweig. 
Zijn artistieke zwaartepunt als dirigent legde hij op de interpretatie van het werk van Richard Wagner. Als componist liet Pohlig twee symfonieën achter, twee symfonische gedichten, en piano- en kamermuziek.  